# W sieci pająka
W sieci pająka (ang. Along Came a Spider) – niemiecko-amerykańsko-kanadyjski thriller z 2001 roku. W rolach głównych wystąpili Morgan Freeman i Monica Potter. Film wyreżyserował Lee Tamahori. Scenariusz powstał na podstawie powieści Jamesa Pattersona.

## Fabuła
Policyjny detektyw, Alex Cross (Morgan Freeman) zajmuje się sprawą
porwania córki znanego senatora. Pomaga mu agentka ochrony Jezzie Flannigan (Monica Potter), której zadaniem była ochrona porwanej dziewczynki.

## Obsada
- Morgan Freeman – Alex Cross
- Monica Potter – Jezzie Flannigan
- Michael Wincott – Gary Soneji
- Dylan Baker – Ollie McArthur
- Mika Boorem – Megan Rose
- Anton Yelchin – Dimitri Starodubov
- Kimberly Hawthorne – Agent Hickley
- Jay O. Sanders – Kyle Craig
- Billy Burke – Ben Devine
- Michael Moriarty – Senator Hank Rose
- Penelope Ann Miller – Elizabeth Rose
- Anna Maria Horsford – Vickie